# Exochodrilus forcipatus
Exochodrilus forcipatus är en insektsart som beskrevs av Theodore Huntington Hubbell 1972. Exochodrilus forcipatus ingår i släktet Exochodrilus och familjen grottvårtbitare. Inga underarter finns listade i Catalogue of Life.